# 高斯山
66°48′S 089°11′E / 66.800°S 89.183°E
高斯山（德語：Gaußberg）是南極洲的死火山，位於威廉二世地，處於南大洋沿岸波薩多夫斯基冰川以西，海拔高度370米，該山峰在1902年2月由德國高斯号探險隊發現。